# Sainte-Croix-en-Plaine
Sainte-Croix-en-Plaine település Franciaországban, Haut-Rhin megyében. Lakosainak száma 3026 fő (2022. január 1.). Sainte-Croix-en-Plaine Hettenschlag, Dessenheim, Niederhergheim, Herrlisheim-près-Colmar, Eguisheim, Wettolsheim, Colmar, Logelheim és Sundhoffen községekkel határos.

## Népesség
A település népessége az elmúlt években az alábbi módon változott:
| Lakosok száma | 2815 | 2902 | 3006 | 2978 | 3003 | 3029 | 3024 | 3022 | 3026 |
|               | 2013 | 2015 | 2016 | 2017 | 2018 | 2019 | 2020 | 2021 | 2022 |